# Presidente de la Asamblea Nacional de Venezuela
El Presidente de la Asamblea Nacional de Venezuela es la máxima autoridad de la Junta Directiva de la Asamblea Nacional y, como tal, del Poder Legislativo Federal de Venezuela. 
La Asamblea Nacional elige de su seno, por mayoría simple, a la Junta Directiva compuesta por un Presidente y dos Vicepresidentes por el período de un (1) año, pudiendo ser reelectos. El Presidente de la Asamblea Nacional ocupa el primer lugar en la línea de sucesión presidencial cuando se da la falta absoluta del presidente electo antes de su toma de posesión y bajo los supuestos contemplados en la Constitución.
Actualmente, el cargo se encuentra en disputa, ante el reconocimiento parcial de la vigencia de la IV y V legislatura. Por un lado, Dinorah Figuera es reconocida como Presidenta de la IV legislatura, mientras Jorge Rodríguez Gómez como Presidente de la V legislatura.
El Presidente de la Asamblea Nacional, como jefe de uno de los poderes del Estado, preside la sesión de memoria y cuenta del Presidente de la República, acompañado en la tribuna de los jefes del resto de los poderes (judicial, electoral y ciudadano)

## Historia
El cargo de Presidente del poder legislativo nacional existe desde la formación de Venezuela como Estado independiente a través de los distintos modelos de legislación que tuvo la República a lo largo de su historia.
Antes de 1999, el poder legislativo de Venezuela fue bicameral desde la independencia de la nación, por lo que el Congreso Nacional era el pleno de las dos cámaras (diputados y senadores). El Presidente del Congreso fue históricamente el presidente del Senado, mientras que el presidente de la Cámara de Diputados se convertía en Vicepresidente del Congreso.
A partir de 1999, con la transformación del poder legislativo en un órgano unicameral, el presidente de la Asamblea Nacional era, por defecto, el jefe del poder legislativo.

### Presidente del Congreso - Estado de Venezuela
El Congreso del Estado de Venezuela se conformaba por dos cámaras, la de representantes y la de senadores. Según el artículo 77 de la Constitución de 1830, el presidente de los Senadores, presidía la sesiones conjuntas de las cámaras del Congreso, siendo así el jefe del poder legislativo

### Presidente del Congreso de la Unión - Estados Unidos de Venezuela
Tras el proceso de federación de la República y la promulgación de la Constitución de 1864, el Congreso de los Estados Unidos de Venezuela se componía igualmente de dos cámaras (la de diputados y la de senadores). Según el artículo 39 de la Constitución de los Estados Unidos de Venezuela de 1864, el presidente del Senado sería el Presidente del Congreso, mientras que el presidente de la Cámara de Diputados sería el vicepresidente del Congreso.

### Presidente del Congreso - República de Venezuela
En 1953, el gobierno militar de Marcos Pérez Jiménez realiza un cambio constitucional en el que reduce el carácter federal de la República, nombrando al país "República de Venezuela", pero manteniendo el esquema bicameral (diputados y senadores) del Congreso Nacional.
Con el restablecimiento de la democracia y la promulgación de la Constitución de 1961, se establece que el Congreso Nacional se mantiene como órgano bicameral compuesto por dos cámaras. La cámara de senadores, conocida como la cámara alta en Venezuela, y la cámara de diputados, conocida como la cámara baja.
El Presidente del Congreso de la República de Venezuela era el primero en el orden de sucesión presidencial ante la falta absoluta del Presidente de la República. Una sola vez durante la vigencia de la Constitución 1961, el presidente del Congreso, Octavio Lepage asumió temporalmente la presidencia de la República en 1993, tras la destitución de Carlos Andrés Pérez. 
La última directiva del Congreso Nacional estuvo conformada por Luis Alfonso Dávila (Presidente del Senado y Presidente del Congreso) y Henrique Capriles Radonski (Presidente de la Cámara de Diputados y Vicepresidente del Congreso)

### Presidente de la Asamblea Nacional - República Bolivariana de Venezuela
Con la aprobación de la Constitución de 1999, se define que el poder legislativa será un órgano unicameral denominado Asamblea Nacional, cuyo presidente sería el jefe del poder legislativo nacional. Ante esto, los diputados elegirán de su seno a un Presidente y dos Vicepresidentes, los cuales administrarán y representarán la Asamblea. 
La primera legislatura de la Asamblea Nacional se instala tras las elecciones parlamentarias del 30 de julio de 2000. El primer presidente de la nueva Asamblea Nacional fue el diputado William Lara.

## Lista de Presidentes de la Asamblea Nacional de Venezuela (1999 - Actual)
Desde el año 2000 cuando inició la primera legislatura de la actual Asamblea Nacional, se registran 11 presidentes.
| N.º                | N.º | Imagen              | Nombre                        | Mandato                                     | Mandato              | Electo por         | Legislatura                                  | Partido (Alianza) |
| ------------------ | --- | ------------------- | ----------------------------- | ------------------------------------------- | -------------------- | ------------------ | -------------------------------------------- | ----------------- |
|                    | 1°  |                     | Willian Lara (1959–2010)      | 14 de agosto de 2000                        | 5 de enero de 2001   | Miranda            | I Legislatura (2001-2006) Elección de 2000   | MVR               |
| 5 de enero de 2001 | 1°  | 5 de enero de 2002  | Willian Lara (1959–2010)      |                                             |                      | Miranda            | I Legislatura (2001-2006) Elección de 2000   | MVR               |
| 5 de enero de 2002 | 1°  | 5 de enero de 2003  | Willian Lara (1959–2010)      |                                             |                      | Miranda            | I Legislatura (2001-2006) Elección de 2000   | MVR               |
|                    | 2°  |                     | Francisco Ameliach (1963–)    | 5 de enero de 2003                          | 5 de enero de 2004   | Carabobo           | I Legislatura (2001-2006) Elección de 2000   | MVR               |
| 5 de enero de 2004 | 2°  | 5 de enero de 2005  | Francisco Ameliach (1963–)    |                                             |                      | Carabobo           | I Legislatura (2001-2006) Elección de 2000   | MVR               |
|                    | 3°  |                     | Nicolás Maduro (1962–)        | 5 de enero de 2005                          | 5 de enero de 2006   | Distrito Capital   | I Legislatura (2001-2006) Elección de 2000   | MVR               |
| 5 de enero de 2006 | 3°  | 7 de agosto de 2006 | Nicolás Maduro (1962–)        | II Legislatura (2006-2011) Elección de 2005 |                      | Distrito Capital   |                                              | MVR               |
|                    | 4°  |                     | Cilia Flores (1953–)          | II Legislatura (2006-2011) Elección de 2005 | 15 de agosto de 2006 | 5 de enero de 2007 | Distrito Capital                             | MVR               |
| 5 de enero de 2007 | 4°  | 5 de enero de 2008  | Cilia Flores (1953–)          | II Legislatura (2006-2011) Elección de 2005 |                      |                    | Distrito Capital                             | MVR               |
| 5 de enero de 2008 | 4°  | 5 de enero de 2009  | Cilia Flores (1953–)          | II Legislatura (2006-2011) Elección de 2005 | PSUV                 |                    | Distrito Capital                             |                   |
| 5 de enero de 2009 | 4°  | 5 de enero de 2010  | Cilia Flores (1953–)          | II Legislatura (2006-2011) Elección de 2005 | PSUV                 |                    | Distrito Capital                             |                   |
| 5 de enero de 2010 | 4°  | 5 de enero de 2011  | Cilia Flores (1953–)          | II Legislatura (2006-2011) Elección de 2005 | PSUV                 |                    | Distrito Capital                             |                   |
|                    | 5°  |                     | Fernando Soto Rojas (1933–)   | 5 de enero de 2011                          | 5 de enero de 2012   | Falcón             | III Legislatura (2011-2016) Elección de 2010 | PSUV (GPPSB)      |
|                    | 6°  |                     | Diosdado Cabello (1963–)      | 5 de enero de 2012                          | 5 de enero de 2013   | Monagas            | III Legislatura (2011-2016) Elección de 2010 | PSUV (GPPSB)      |
| 5 de enero de 2013 | 6°  | 5 de enero de 2014  | Diosdado Cabello (1963–)      |                                             |                      | Monagas            | III Legislatura (2011-2016) Elección de 2010 | PSUV (GPPSB)      |
| 5 de enero de 2014 | 6°  | 5 de enero de 2015  | Diosdado Cabello (1963–)      |                                             |                      | Monagas            | III Legislatura (2011-2016) Elección de 2010 | PSUV (GPPSB)      |
| 5 de enero de 2015 | 6°  | 5 de enero de 2016  | Diosdado Cabello (1963–)      |                                             |                      | Monagas            | III Legislatura (2011-2016) Elección de 2010 | PSUV (GPPSB)      |
|                    | 7°  |                     | Henry Ramos Allup (1943–)     | 5 de enero de 2016                          | 5 de enero de 2017   | Distrito Capital   | IV Legislatura (2016-2021) Elección de 2015  | AD (MUD)          |
|                    | 8°  |                     | Julio Borges (1969–)          | 5 de enero de 2017                          | 5 de enero de 2018   | Miranda            | IV Legislatura (2016-2021) Elección de 2015  | PJ (MUD)          |
|                    | 9°  |                     | Omar Barboza (1944–)          | 5 de enero de 2018                          | 5 de enero de 2019   | Zulia              | IV Legislatura (2016-2021) Elección de 2015  | UNT (MUD)         |
|                    | 10° |                     | Juan Guaidó (1983–)           | 5 de enero de 2019                          | 7 de enero de 2020   | La Guaira          | IV Legislatura (2016-2021) Elección de 2015  | VP (MUD)          |
|                    | 10° | 7 de enero de 2020  | Juan Guaidó (1983–)           | 5 de enero de 2021                          | Indep. (MUD)         | La Guaira          | IV Legislatura (2016-2021) Elección de 2015  |                   |
|                    | 11° |                     | Jorge Rodríguez Gómez (1965–) | 5 de enero de 2021                          | 5 de enero de 2022   | Distrito Capital   | V Legislatura (2021-2026) Elección de 2020   | PSUV (GPPSB)      |
| 5 de enero de 2022 | 11° | 5 de enero de 2023  | Jorge Rodríguez Gómez (1965–) |                                             |                      | Distrito Capital   | V Legislatura (2021-2026) Elección de 2020   | PSUV (GPPSB)      |
| 5 de enero de 2023 | 11° | 5 de enero de 2024  | Jorge Rodríguez Gómez (1965–) |                                             |                      | Distrito Capital   | V Legislatura (2021-2026) Elección de 2020   | PSUV (GPPSB)      |
| 5 de enero de 2024 | 11° | 5 de enero de 2025  | Jorge Rodríguez Gómez (1965–) |                                             |                      | Distrito Capital   | V Legislatura (2021-2026) Elección de 2020   | PSUV (GPPSB)      |
| 5 de enero de 2025 | 11° | En el cargo         | Jorge Rodríguez Gómez (1965–) |                                             |                      | Distrito Capital   | V Legislatura (2021-2026) Elección de 2020   | PSUV (GPPSB)      |

## Presidentes históricos del Poder Legislativo

### Presidentes del Congreso Nacional de la República de Venezuela (1958-1999)
| Nombre                       | Partido Político | Partido Político         | Período de Mandato | Período de Mandato | Legislatura del Congreso Nacional |
| ---------------------------- | ---------------- | ------------------------ | ------------------ | ------------------ | --------------------------------- |
| Carlos Travieso              |                  | Independiente            | 1958               | 1959               | I Legislatura                     |
| Raúl Leoni                   |                  | Acción Democrática       | 1959               | 1962               | I Legislatura                     |
| Luis Beltrán Prieto Figueroa |                  | Acción Democrática       | 1962               | 1965               | I Legislatura                     |
| Luis Beltrán Prieto Figueroa | II Legislatura   | Acción Democrática       | 1962               | 1965               |                                   |
| Luis Augusto Dubuc           |                  | Acción Democrática       | 1965               | 1968               |                                   |
| Armando Vegas                |                  | COPEI                    | 1968               | 1969               |                                   |
| José Antonio Pérez Díaz      |                  | COPEI                    | 1969               | 1974               | III Legislatura                   |
| Gonzalo Barrios              |                  | Acción Democrática       | 1974               | 1979               | IV Legislatura                    |
| Godofredo González           |                  | COPEI                    | 1979               | 1984               | V Legislatura                     |
| Reinaldo Leandro Mora        |                  | Acción Democrática       | 1984               | 1989               | VI Legislatura                    |
| Octavio Lepage               |                  | Acción Democrática       | 1989               | 1990               | VII Legislatura                   |
| David Morales Bello          |                  | Acción Democrática       | 1990               | 1991               | VII Legislatura                   |
| Pedro París Montesinos       |                  | Acción Democrática       | 1991               | 1993               | VII Legislatura                   |
| Octavio Lepage               |                  | Acción Democrática       | 1993               | 1994               | VII Legislatura                   |
| Eduardo Gómez Tamayo         |                  | Movimiento al Socialismo | 1994               | 1996               | VIII Legislatura                  |
| Cristóbal Fernández Daló     |                  | Movimiento al Socialismo | 1996               | 1998               | VIII Legislatura                  |
| Pedro Pablo Aguilar          |                  | COPEI                    | 1998               | 1999               | VIII Legislatura                  |
| Luis Alfonso Dávila          |                  | Movimiento V República   | 1999               | 1999               | IX Legislatura                    |

## Controversias y Acontecimientos ligados al Presidente del Poder Legislativo

### Destitución del Presidente de la República (1993)
El 21 de mayo de 1993 la Corte Suprema suspende por actos de corrupción a Carlos Andrés Pérez como Presidente de la República, y Lepage, en su condición de Presidente del Congreso, asume la Presidencia de la República de forma interina hasta el 5 de junio de ese mismo año, cuando el Congreso elige al escritor y periodista Ramón José Velásquez para completar el período constitucional de Pérez.

### Crisis Presidencial (2019)
Luego de varios cabildos abiertos llevados a cabo en todo el país, el 23 de enero de 2019 se realizó un cabildo abierto en la ciudad de Caracas, en conmemoración de los 61 años de la caída de la dictadura de Marcos Pérez Jiménez, donde estuvo presente Juan Guaidó quien, interpretando las atribuciones del artículo 233 de la Constitución Nacional,«Serán faltas absolutas del Presidente o Presidenta de la República: su muerte, su renuncia, o su destitución decretada por sentencia del Tribunal Supremo de Justicia, su incapacidad física o mental permanente certificada por una junta médica designada por el Tribunal Supremo de Justicia y con aprobación de la Asamblea Nacional, el abandono del cargo, declarado como tal por la Asamblea Nacional, así como la revocación popular de su mandato. Cuando se produzca la falta absoluta del Presidente electo o Presidenta electa antes de tomar posesión, se procederá a una nueva elección universal, directa y secreta dentro de los treinta días consecutivos siguientes. Mientras se elige y toma posesión el nuevo Presidente o la nueva Presidenta, se encargará de la Presidencia de la República el Presidente o Presidenta de la Asamblea Nacional». Artículo 233 (extracto), Constitución de la República Bolivariana de Venezuela.</ref> declaró asumir la presidencia interina de Venezuela. Los objetivos de Guaidó en la presidencia serán el cese de la presunta usurpación por parte de Nicolás Maduro, conformar un gobierno de transición y convocar elecciones universales libres y democráticas en el país. Minutos después de su juramentación, el presidente de los Estados Unidos, Donald Trump, reconoció a Guaidó como presidente interino, quien dijo: «Hoy estoy oficialmente reconociendo al presidente de la Asamblea Nacional de Venezuela, Juan Guaidó, como presidente interino de Venezuela».

### Inicio del Período de Sesiones 2020
Mientras se impedía la entrada a diputados de la Mesa de la Unidad Democrática al Palacio Federal Legislativo, ya adentro del hemiciclo, y en una corta sesión legislativa sin quorum, los diputados del Partido Socialista Unido de Venezuela y un grupo de parlamentarios acusados de corrupción que fueron expulsados de los partidos opositores, eligieron a Luis Parra como presidente de la Asamblea Nacional, a Franklyn Duarte como primer vicepresidente y José Gregorio Noriega como segundo vicepresidente, fuera del proceso de votación establecido en el Reglamento de Interior y Debate. En otra reunión posterior convocada por Guaidó en las oficinas del diario El Nacional, 100 diputados votaron nominalmente por Juan Guaidó como presidente, Juan Pablo Guanipa, como primer presidente, y Carlos Eduardo Berrizbeitia como segundo vicepresidente.
El 26 de mayo de 2020,la Sala Constitucional del Tribunal Supremo de Justicia avaló como jefe de la Asamblea Nacional a Luis Parra. La decisión fue rechazada por Juan Guiadó y parte de la comunidad internacional. Al día siguiente, parte de la oposición del parlamento de Venezuela ratificó a Juan Guaidó como su presidente. El Tribunal Supremo de Justicia de Venezuela en el exilio exhortó a rechazar el reconocimiento a directiva de Luis Parra.